# Cornelia Ewigleben

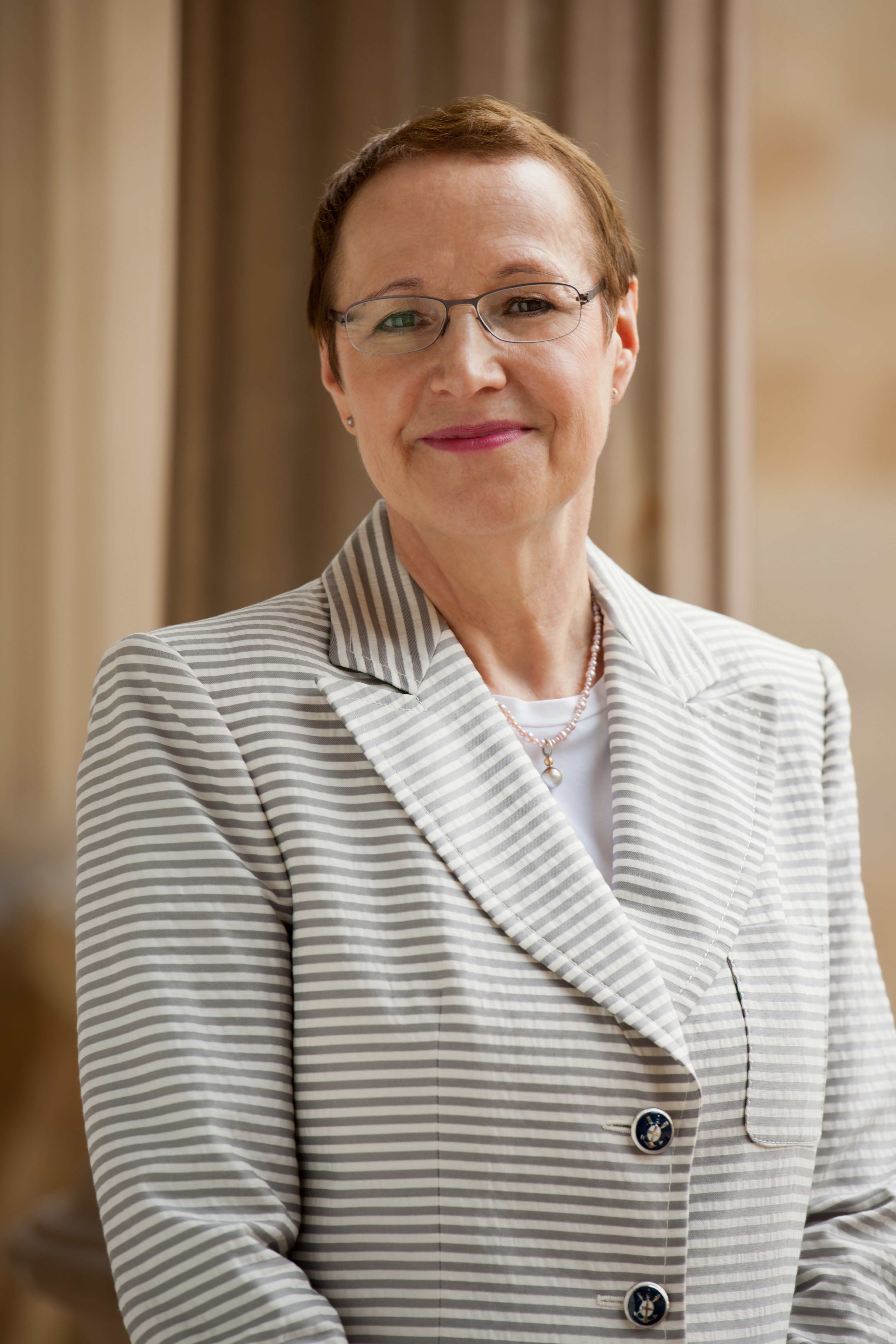
Cornelia Ewigleben (2014)

Cornelia Ewigleben (* 1954 in Bispingen) ist eine deutsche Klassische Archäologin.

## Leben
Cornelia Ewigleben studierte ab 1976 Klassische Archäologie und Geschichte an den Universitäten Trier und Oxford. In ihrer Doktorarbeit zur thrakischen Toreutik beschäftigte sie sich mit dem Kulturtransfer zwischen dem antiken Griechenland und dem heutigen Bulgarien im 5. und 4. Jahrhundert vor Christus auf der Grundlage von archäologischen Funden.
Nach ihrem Studium absolvierte sie von 1988 bis 1990 ein wissenschaftliches Volontariat am Museum für Kunst und Gewerbe in Hamburg. Dort leitete sie bis Ende 1999 die Antikenabteilung. Im Jahre 2000 wechselte sie als Direktorin an das Historische Museum der Pfalz in Speyer und war von 2005 bis zu ihrem Ruhestand im März 2020 Direktorin des Landesmuseums Württemberg in Stuttgart.
Im Laufe ihrer Tätigkeiten hat Ewigleben eine große Zahl von Ausstellungen verantwortet. Dazu zählen: Gladiatoren und Caesaren – Die Macht der Unterhaltung im antiken Rom (1999/2000), Hatschepsut – Königin Ägyptens (2002), Europas Juden im Mittelalter (2004/5), Das Königreich Württemberg (2006/7), Ägyptische Mumien (2008/9), Schätze aus dem Alten Syrien (2009/10), Die Welt der Kelten (2011/12), Im Glanz der Zaren. Württemberg, die Romanows und Europa (2013/14), Die Schwaben. Zwischen Mythos und Marke (2016/17). Darüber hinaus engagiert sie sich in einer Vielzahl von Gremien, darunter als Vorsitzende der Museumskommission und des Gesamtbeirats der Stiftung Preußischer Kulturbesitz, Berlin, und im Beirat der Stiftung Historische Museen Hamburg. Zudem hält sie Lehrveranstaltungen und Vorträge zu verschiedenen Aspekten der Museumsarbeit.
Verheiratet ist sie mit dem Direktor des Badischen Landesmuseums in Karlsruhe, dem Klassischen Archäologen Eckart Köhne, der von 2011 bis 2014 ihr Nachfolger als Museumsdirektor in Speyer war.

## Veröffentlichungen (Auswahl)
- Toreutik aus Thrakien. Studien zu den Edelmetallgefäßen des fünften und vierten Jahrhunderts v. Chr. aus Bulgarien. Dissertation Universität Trier 1987 (publiziert nur als Microfiche).